# Бървеница (община)
Бървеница (на македонска литературна норма: Општина Брвеница; на албански: Komuna e Bervenicës) е община, разположена в северозападния дял на Северна Македония в областта Полог. Седалище на общината е едноименното село, намиращо се южно от град Тетово. Нейното население е 15 855 жители (2002), а площта ѝ - 164,3 km2. Освен село Бървеница в нея влизат още 9 села.

## Структура на населението
Според преброяването от 2002 година община Бървеница има 15 855 жители.
| Етническа принадлежност | Процент |
| македонци               | 37,53%  |
| албанци                 | 61,62%  |
| турци                   | 0,00%   |
| роми                    | 0,00%   |
| власи                   | 0,00%   |
| сърби                   | 0,49%   |
| бошняци                 | 0,01%   |
| други                   | 0,35%   |